# Teucholabis (Teucholabis) laeta
Teucholabis (Teucholabis) laeta is een tweevleugelige uit de familie steltmuggen (Limoniidae). De soort komt voor in het Neotropisch gebied.